# 子供鉄道

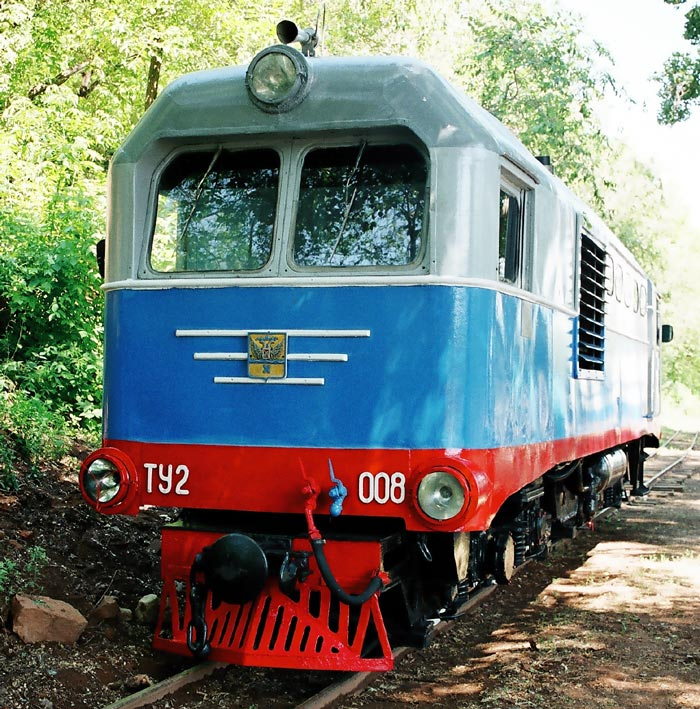
ロシア、オレンブルクの子供鉄道のТУ2形ディーゼル機関車

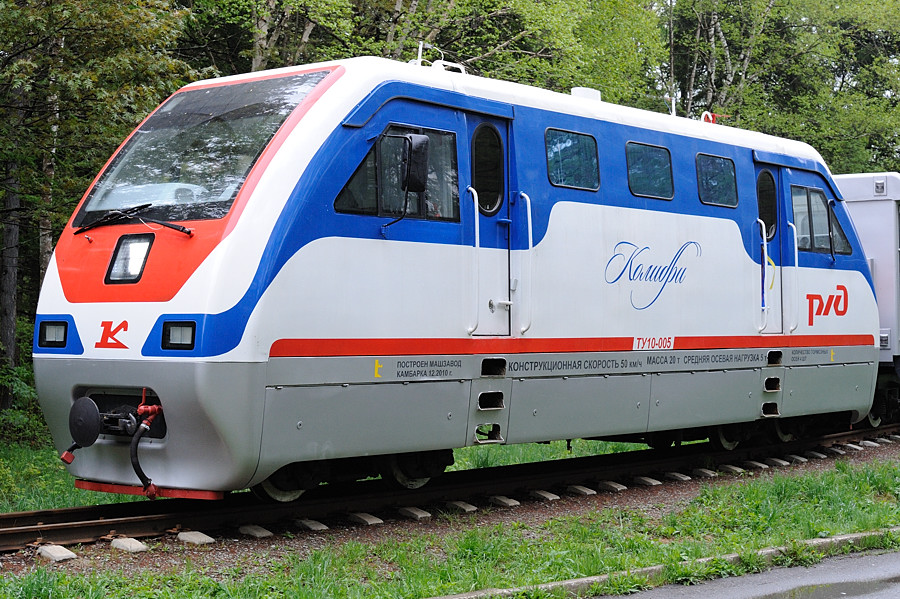
サハリン・ユジノサハリンスクのガガーリン公園内のТУ10-005

子供鉄道 (露: Детские железные дороги（ДЖД）、ローマ字表記DZhD) とは、主に旧ソビエト連邦を中心とした社会主義諸国に見られる、少年少女 (ロシア連邦では8歳から15歳) たちが鉄道を専門的に学習するための補助教育機関である。子供鉄道の主な構成要素は、若い鉄道員たちにより、通常は夏のあいだ運営される狭軌の鉄道路線である。子供鉄道では、1年の残りの期間は子供たちの理論教育がおこなわれる。子供鉄道は原型となる鉄道に極力似せようとすることが試みられている。そのため子供鉄道ではなるべく本物の鉄道と同じ設備が用いられ、その運行上の規則も、一般に使用される鉄道のものに可能な限り近づけられている。

## 概要
一般的に、子供鉄道は、通常の鉄道網とは隔離されている軽便鉄道であり、しばしば環状の路線を持つ。大部分の子供鉄道は都市の公園や余暇のための区域に敷かれている。
運行期間（たいていは夏季）を通じて、子供たちは経験深い実技教官の指導のもと、各自で鉄道運行上の基本作業を演じられるよう知識を高めてゆく。子供鉄道の卒業生たちのなかには、より上級の鉄道の専門教育機関に進むという動機を持つ者もいる。子供鉄道の若き参加者たちは、職業的な指導や訓練に加えて、子供鉄道内の別の文化サークル活動や運動部で、自身の個性を伸長してゆく。

## 子供鉄道に該当しないものとは
時折、公園に所在する輪のように回りながら走る列車に代表される、娯楽的な遊具が子供鉄道としてとらえられることがある。しかし、そのような見世物は子供鉄道ではない。第一に、それらは成人によって運営される。第二に、子供鉄道は職業としての鉄道の基礎を教える組織であり、遊具には当たらない。
いくつかの、もとの子供鉄道、たとえばカザフスタン共和国アルマトイのそれは、現在は大人によって供され、教育活動には携わっていない。それらは歴史的観点によってのみ、子供鉄道と呼べる。

## 施設
すべての子供鉄道は狭軌である。ソビエト連邦の子供鉄道の軌間は通常750mmであった。これは、その軌間がソビエト連邦の狭軌鉄道の事実上の標準だった事実に由来し、このことにより子供鉄道はソビエト連邦で商業的に製造された鉄道車両とその他の機材を利用することができたのである。ひとつの例外としてクラスノヤルスクの子供鉄道が挙げられる。1936年の開業時はその軌間は305mmであり、1961年に508mm軌間に改軌された。また、ヴォルゴグラードと、カザフスタンのヌルスルタンの子供鉄道は600mm軌間であったが、その後750mmに改軌された。
ソビエト連邦以外には異なる軌間のものも存在し、それらはしばしば750mmよりも狭かった。たとえばポーランドのポズナンの子供鉄道は600mm軌間であり、ドイツのドレスデンのそれは、わずか381mmであった。
若き鉄道員たちが近代的な鉄道の設備の取り扱いを訓練するという見地から (通常は実用上の必要性は無いが) 、信号や閉そく、またその集中制御は実際の鉄道と同じものが設置されることがある。

## 車両

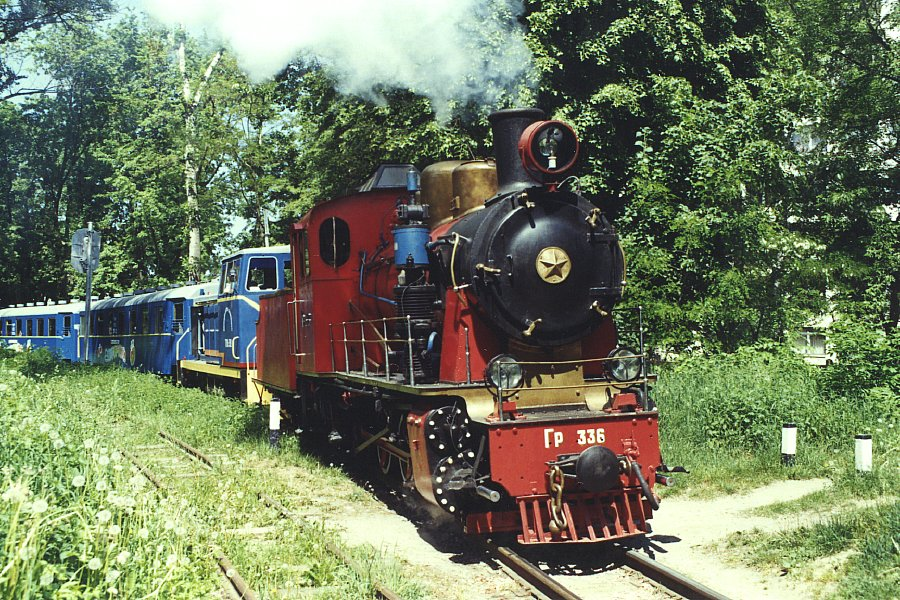
ウクライナ、キエフの子供鉄道の蒸気機関車Гр-336

慣例的に、子供鉄道ではソビエト連邦の既存の狭軌鉄道と同じ車両が用いられた。戦前、そして終戦直後には蒸気機関車が使われていた。1960年代以降、蒸気機関車はディーゼル機関車に置き換えられたが、いくつかの子供鉄道では1980年代まで蒸気機関車が運行されていた。キエフ、ロストフとニジニ・ノヴゴロドの子供鉄道では、2010年現在なお蒸気機関車が稼動し続けている。

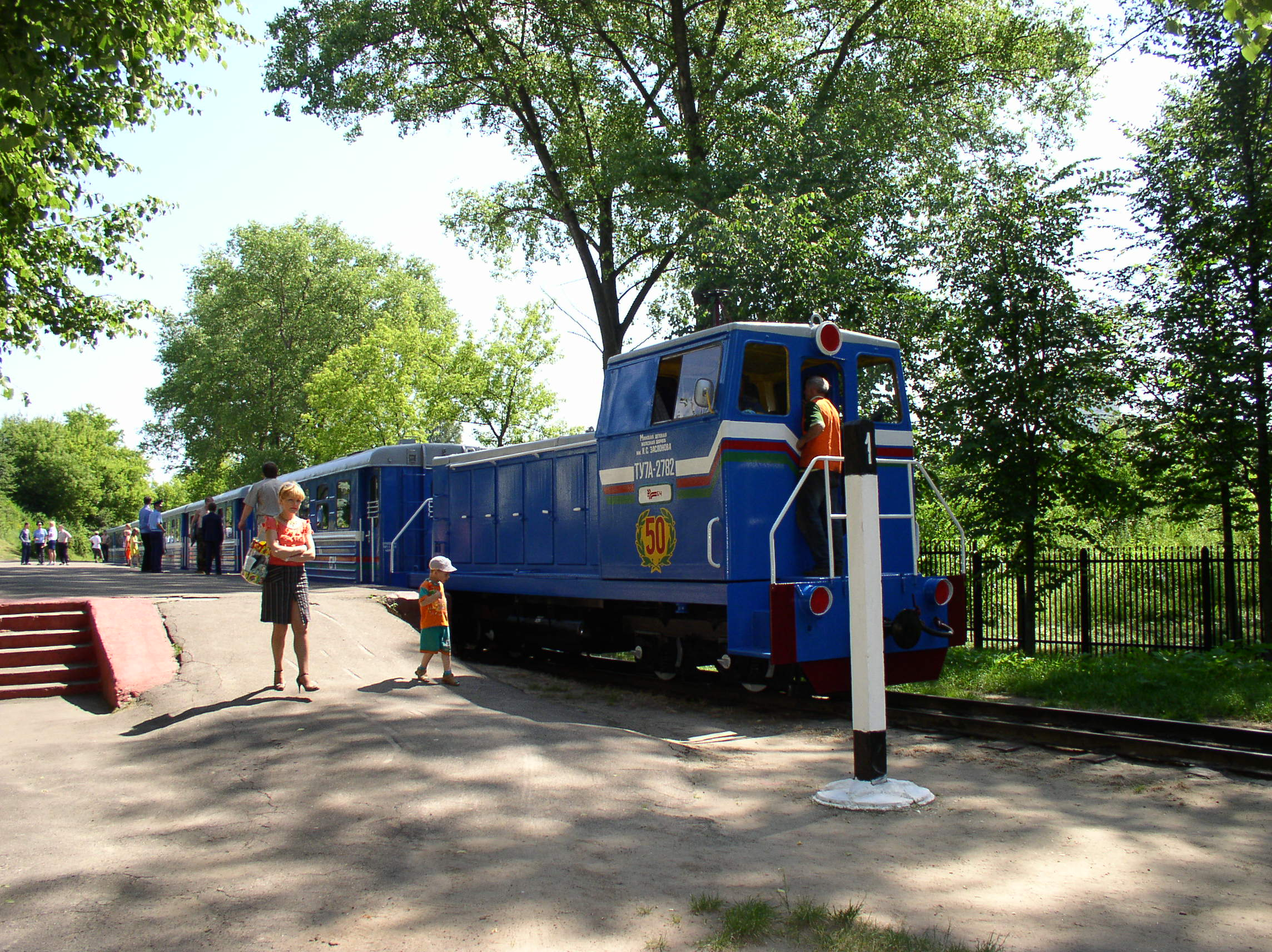
ベラルーシ、ミンスクの子供鉄道のディーゼル機関車ТУ7 А

1950年代後期から1960年代にかけて、ソビエト連邦ではディーゼル機関車が人気を博すようになり、子供鉄道にも次第にディーゼル機関車が導入されていった。一方、電気機関車は全ソ連泥炭工業科学研究所の愛好家グループが設計図を引いたが、子供鉄道の電化は危険なことだと考えられ、設計された電気機関車が実際に製造されることはなかった。
機関車が牽引する列車に加え、自走可能の客車が使われる事例もあった。客車は、戦前は革命前に製作されたものが使われたが、戦後はポーランドのen:Pafawag製のものが子供鉄道に採用された。1980年代後半には、1950年代から生産されていた型式のソビエト連邦のデミコフスキー工場製標準型狭軌客車に置き換わっていった。1989年にはソビエト連邦の750mm軌間用の客車の生産は終了した。2003年にはノヴォシビルスクの子供鉄道からの発注がメトロワゴンマッシュ社にあり、以後、同社製の狭軌客車が2都市の子供鉄道に納入された。
通常は、子供鉄道は所属する鉄道の管理部門の支援を受けていたが、それらの官庁が子供鉄道に興味を示さなかった場合、いくつかの子供鉄道は文字通り愛好心のみによって創業された。愛好者には本物の車両が入手できるはずもなく、半製品の機関車や客車の部品から車両が産み出されることもあった。前出のクラスノヤルスクの子供鉄道には、その特殊な軌間ゆえに、自家製の機関車が存在する。

## 歴史

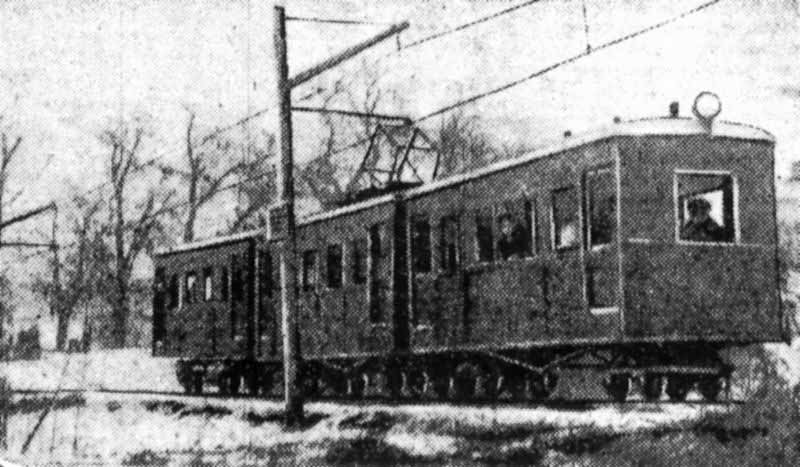
ゴーリキー公園の子供鉄道、1933年1月9日付けの「夕刊モスクワ」紙より

ソビエト連邦および世界で最初の子供鉄道は、1932年または1933年にモスクワのゴーリキイ公園にあったコムソモールの街で開業した。教育よりはむしろ娯楽的目的に利用された。電化されていたが、それは1939年までという短期間で終わりを告げ、現存しない。この子供鉄道の存在が無視され続けた理由は定かではない。ゴーリキイ公園の子供鉄道の存在を裏付ける資料としては、1933年1月9日付けの「夕刊モスクワ」紙と、1936年版のパンフレット「ソビエト連邦の25の子供鉄道」の短い記述の2つが残されているのみである。1935年にグルジアのトビリシで子供鉄道の施設が作られ、この構想は鉄道人民委員の後援を受けた。以後、子供鉄道はソビエト連邦の各共和国の首都や、鉄道管理局の所在地に設けられた。
1980年代中期には、ソビエト連邦では少なくとも52箇所で子供鉄道が稼動しており、ほとんどが鉄道省の管轄下にあった。ソビエト連邦の例にならい、ブルガリア、ハンガリー、東ドイツ、チェコスロバキア、中国、キューバなどの社会主義国にも子供鉄道が作られていった。多くの場合、政府の補助が欠如しており、チェコスロバキアではその大部分が1980年までに閉鎖された。その他の国々でも必ずしも訓練の機能を有しているとは限らず、一部は公園の普通の乗り物に転換された。
ソビエト崩壊以後、アゼルバイジャン、グルジア、カザフスタン、ラトビア、リトアニアの多くの子供鉄道は撤去されるか、大人が運営する娯楽施設に変化した。ロシアでだけは廃止されたものはなく、2004年以降3箇所で増加した。ベラルーシではミンスクでだけ存続している。ウクライナでは主要都市で健在である。ロシア連邦では現在20以上の都市で運行されている。

## 子供鉄道の価値

### キャリア教育
子供鉄道で、若き鉄道員たちは鉄道の専門知識の基礎の大部分を学ぶ。同時に、夏季の訓練での単独作業は、子供が鉄道で働くことへの関心を促す。1950年代から1970年代にかけて、3分の1から半分の子供鉄道の卒業生が、鉄道専門の中等および高等教育機関に進学した。近年ではこの比率は大きく減少している。

### 人格形成
子供鉄道の教育的価値は多面的である。鉄道での他の係員の相互協力無しの作業は、想像以上に孤独である。ゆえに、若き鉄道員たちがチームワークについて学ぶことに貢献しているといえる。制服をまとった若き鉄道員は、異なる年齢や異なる学年の子供たちから構成される。多くの階層 (たとえば車掌、放送員、出札係) では、若き鉄道労働者たちには、大人を含む鉄道の利用者との緊密な交流が求められる。このことは、子供が同輩以外との間でもコミュニケーション技能を磨くことに寄与する。子供鉄道での労働は、子供たちに彼らの行動への責任感を与え、安全に関する規則の鍛錬と遵守とを伝授する。上記に加え、子供鉄道は子供たちの余暇活動 (放課後の趣味グループやキャンプやコンテスト) を組織し、 (絵画、映画、写真、音楽、舞踊、鉄道模型など子供鉄道内の多くのサークル活動を通じて) 個性をはぐくみ、また (鉄道輸送事業での団体行動や、興味深い人々との出会いを通じて) 視野を広げさせてくれる。

### 交通手段としての機能

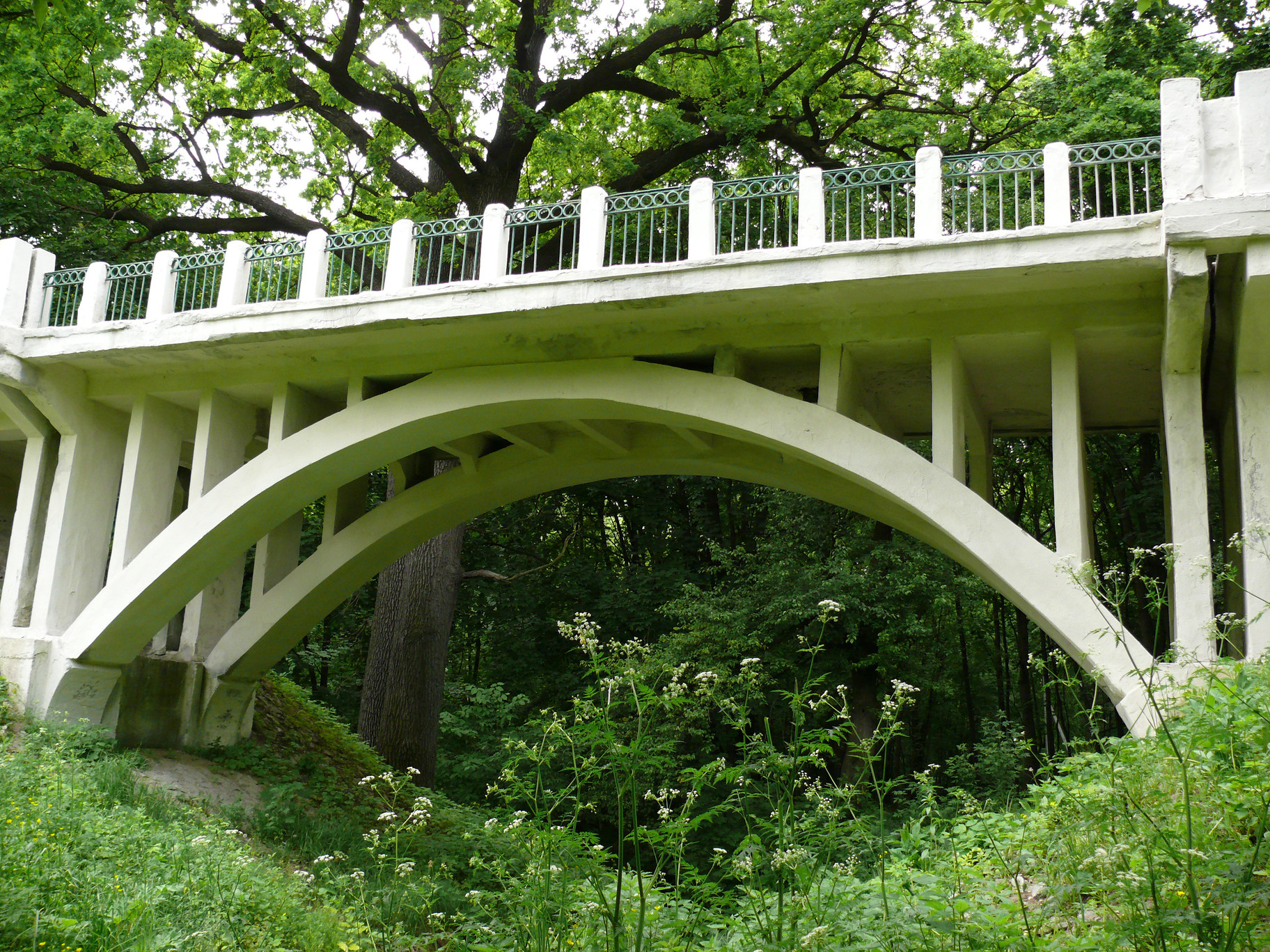
ウクライナ、ハルキウの子供鉄道の高架橋

ほとんどの場合、子供鉄道は乗り物としての価値を有しておらず、乗客からは単なる遊園地の遊具だとみなされている。ごくまれに、子供鉄道は都市と郊外の公園との間の旅客輸送に用いられることがある (例 : チタ、オレンブルク、スヴォボードヌイ) 。しかしこの法則にも例外がある。第二次世界大戦中には、スヴォボードヌイの子供鉄道は郊外の農場から街への食糧輸送を担った。戦後、リトアニアのヴィリニュスでは、市の熱供給発電所への石炭輸送に用いられ、ニジニ・ノヴゴロドの子供鉄道は市電やバスとともに公共交通の形態をとり、若干の収益をみた。

## その他の事実
- 1939年から1940年にかけてモスクワのイズマイロヴォ公園に大規模な子供鉄道が企画された。 (平均的な子供鉄道の長さが1kmから2kmである中にあって) 延長12kmと8kmの2つの路線が想定されていた。図面は1941年6月20日に認可されたが、実現はその2日後に始まった独ソ戦により妨げられた。
- 子供鉄道はモスクワには建設されることはなかった。モスクワに最も近い子供鉄道は約40km離れたクラトヴォ村に所在する。
- ソビエト連邦の歴史を通じて、電化された子供鉄道は、モスクワのゴーリキイ公園、ウジュル、ドネツィクの3つを数えるのみであった。それらは現存しない。ドネツィクの子供鉄道は第二次世界大戦で破壊された。1972年に復活したが電化はされなかった。戦後の子供鉄道の電化計画は、安全上の理由により排除された。ウクライナのオデッサには1956年からの短期間、子供により運営される、本物の路面電車路線とは独立した、唯一の「子供路面電車」が存在した。
- ソビエト連邦以外での子供鉄道の電化は、チェコのプルゼニ、オストラバや、ドイツのいくつかの子供鉄道で採用されたにとどまった。
- ロシア連邦で最長の子供鉄道はスヴォボードヌイの11.4kmで、最短はクラスノヤルスクの1.1kmである。